# Carlos Crespo
Carlos A. Crespo Repetto (* 13. Juni 1947 in Las Piedras (Canelones)) ist ein uruguayisch-deutscher Hornist. Er war Professor für Horn an der Hochschule für Musik und Darstellende Kunst Mannheim.

## Wirken
Carlos Crespo wuchs in Las Piedras in einer musikalischen Familie auf. Sein Bruder ist der Posaunist Enrique Crespo.
Seinen ersten Horn-Unterricht erhielt er in seiner Heimatstadt von Zulemita Ferrari und Sarita Parieti, später bei Delfino Núnez an der Escuela Municipal Montevideo. Er war Mitglied in der Banda Sinfónica de Montevideo. 1970 wirkte Carlos Crespo gemeinsam mit der Fagottistin Ana Crespo bei der Produktion der CD Canto Libre von Daniel Viglietti mit.
1970 ging er nach Deutschland und studierte an der Universität der Künste bei Gerd Seifert Horn. 1972 war er Hornist bei der Philharmonica Hungarica, 1973 Solo-Hornist bei den Nürnberger Symphoniker und 1974 bis 1993 bei den Düsseldorfer Symphoniker. 1985 bis 1997 war er Mitglied des Bayreuther Festspiel-Orchesters. 
Ab 1979 lehrte er an der Robert-Schumann-Hochschule Düsseldorf. 1992 bis 2013 unterrichtete er als Professor für Horn an der Hochschule für Musik und Darstellende Kunst Mannheim. 2013 wurde Crespo von seiner Heimatgemeinde Las Piedras für sein Lebenswerk geehrt.
Seine drei Kinder sind ebenfalls musikalisch tätig. 

## Diskographie (Auswahl)
- Daniel Viglietti: Canto Libre (1970)
- Música Nueva Latinoamericana, Volume 7/Lavista/Mendoza/Da Silveira (1981)
- Around the World / German Brass (1989)
- Spirit of Brass / German Brass (1994)